# Angleterre aux Jeux de l'Empire britannique de 1938
 (octobre 2024).
L'Angleterre a participé aux Jeux de l'Empire britannique de 1938 à Sydney, New South Wales en Australie du 5 au 12 février 1938.
Les athlètes qui ont concouru sont répertoriés ci-dessous,,.

## Médailles
| Sport      | Médaille d'or | Médaille d'argent | Médaille de bronze | Total |
| ---------- | ------------- | ----------------- | ------------------ | ----- |
| Athlétisme | 4             | 8                 | 2                  | 14    |
| Aviron     | 1             | 2                 | 0                  | 3     |
| Boxe       | 2             | 1                 | 1                  | 4     |
| Cyclisme   | 1             | 1                 | 2                  | 4     |
| Lawn bowls | 0             | 0                 | 0                  | 0     |
| Lutte      | 0             | 0                 | 2                  | 2     |
| Natation   | 6             | 2                 | 3                  | 11    |
| Plongée    | 1             | 1                 | 0                  | 2     |
| Angleterre | 15            | 15                | 10                 | 40    |

## Athlètes
Voici la liste du nombre de concurrents participant aux Jeux par sport/discipline.
| Sport      | Hommes | Femmes | Total |
| ---------- | ------ | ------ | ----- |
| Athlétisme | 15     | 9      | 24    |
| Aviron     | 11     | 0      | 11    |
| Boxe       | 5      | 0      | 5     |
| Cyclisme   | 4      | 0      | 4     |
| Lawn bowls | 7      | 0      | 7     |
| Lutte      | 2      | 0      | 2     |
| Natation   | 8      | 5      | 13    |
| Plongée    | 2      | 0      | 2     |
| Total      | 54     | 14     | 68    |

### Athlétisme
| Nom                 | Âge | Profession            | Médaille           |
| ------------------- | --- | --------------------- | ------------------ |
| Sandy Duncan        | 25  | Instituteur           | 1 x argent         |
| Bernard Eeles       | 24  | Comptable             | aucune             |
| Dora Gardner        | 25  | secrétaire            | 1 x argent         |
| Frank Handley       | 27  | Greffier              | 2 x argent         |
| Mary Holloway       | 20  | Dactylographe         | aucune             |
| Cyril Holmes        | 22  | Drysalter             | 2 x or, 1 x argent |
| Winifred Jeffrey    | 17  | Dactylographe         | 1 x argent         |
| Harry Lister        | 22  | professeur des écoles | aucune             |
| Gladys Lunn         | 29  | Commis                | 1 x bronze         |
| Brian MacCabe       | 23  | Publiciste            | 1 x argent         |
| John Lunn Newman    | 21  | employé de banque     | aucune             |
| Bert Norris         | 39  | Fonctionnaire         | 1 x argent         |
| Henry Pack          | 25  | Officier de police    | 1 x argent         |
| Ethel Raby          | 23  | Opérateur de compteur | 2 x argent         |
| Ken Richardson      | 19  | comptable             | 1 x argent         |
| Bill Roberts        | 25  | Vendeur de bois       | 1 x or, 1 x argent |
| Dorothy Saunders    | 22  | Professeur            | 1 x silver         |
| Kathleen Stokes     | 21  | Vendeuse              | 1 x argent         |
| Kathleen Tiffen     | 25  | Artiste commercial    | aucune             |
| Dorothy Tyler-Odam  | 17  | Dactylographe         | 1 x or             |
| Lawrence Wallace    | 20  | Étudiant              | 1 x argent         |
| Peter Ward          | 24  | Agent de change       | 1 x argent         |
| Lawrence Weatherill | 32  | Aucune profession     | aucune             |
| Dick Webster        | 23  | Officier de l'armée   | aucune             |

### Aviron
| Nom               | Âge | Profession              | Médaille   |
| ----------------- | --- | ----------------------- | ---------- |
| Basil Beazley     | 24  | Ingénieur électricien   | 1 x or     |
| John Burrough     | 24  | Chimiste                | 1 x or     |
| Rhodes Hambridge  | 26  | Étudiant en médecine    | 1 x or     |
| Peter H. Jackson  | 25  | Comptable               | 1 x argent |
| Desmond Kingsford | 23  | Marchand de bois        | 1 x or     |
| Jack Offer        | 29  | Gestionnaire immobilier | 1 x argent |
| Dick Offer        | 28  | Assureur                | 1 x argent |
| William Reeve     | 23  | Ingénieur civil         | 1 x or     |
| John Sturrock     | 22  | Officier de l'armée     | 1 x or     |
| John Turnbull     | 21  | Étudiant à Cambridge    | 1 x or     |
| Tim Turner        |     | Inconnu                 | 1 x or     |

### Boxe
| Nom            | Âge | Profession               | Médaille   |
| -------------- | --- | ------------------------ | ---------- |
| William Butler | 21  | Électricien              | 1 x or     |
| Maurice Dennis | 24  | Mécanicien               | 1 x argent |
| Harry Groves   | 19  | Dessinateur de brasseurs | 1 x or     |
| Alfred Harper  | 24  | Mécanicien               | aucune     |
| Joseph Wilby   | 25  | Royal Air Force          | 1 x bronze |

### Cyclisme
| Nom              | Âge | Profession | Médaille   |
| ---------------- | --- | ---------- | ---------- |
| Ray Hicks        | 20  | Étudiant   | 1 x argent |
| Ray Jones        | 19  | Menuisier  | 1 x bronze |
| William Maxfield | 21  | Magasinier | 1 x or     |
| Ernie Mills      | 24  | Ingénieur  | 1 x bronze |

### Lawn bowls
| Nom              | Âge | Profession                                    | Médaille |
| ---------------- | --- | --------------------------------------------- | -------- |
| James Cuthbert   | 64  | Entrepreneur en travaux publics à la retraite | aucune   |
| Tommy Hills      | 54  | Commissaire-priseur et agent immobilier       | aucune   |
| George Hiscock   | 62  | Officier de relève à la retraite              | aucune   |
| Samuel Jones     | 71  | Constructeur à la retraite                    | aucune   |
| Edward Shuttle   | 60  | Responsable de bourse d'emploi à la retraite  | aucune   |
| Edward Tappenden | 61  | Secrétaire particulièr à la retraite          | aucune   |
| Ronald Weeks     | 52  | Agriculteur retraité                          | aucune   |

### Lutte
| Nom            | Âge | Profession | Médaille   |
| -------------- | --- | ---------- | ---------- |
| Ray Cazaux     | 20  | Pâtissier  | 1 x bronze |
| Leslie Jeffers | 27  | Policier   | 1 x bronze |

### Natation
| Nom                     | Âge | Profession            | Médaille           |
| ----------------------- | --- | --------------------- | ------------------ |
| Goldup Davies           | 23  | dessinateur           | 2 x or             |
| Kenneth Deane           | 16  | Étudiant              | aucune             |
| Frederick Dove          | 20  | Commis aux assurances | 2 x or             |
| Lorna Frampton          | 17  | employé de banque     | 1 x or             |
| Mostyn Ffrench-Williams | 23  | Fonctionnaire         | 1 x or             |
| Zilpha Grant            | 18  | Opérateur de Burrough | 1 x bronze         |
| Joyce Harrowby          | 16  | Étudiant              | 1 x bronze         |
| Margery Hinton          | 22  | Greffier              | 1 or, 1 x bronze   |
| Edna Hughes             | 21  | Employé               | 1 x bronze         |
| Margaret Jeffery        | 17  | employé de banque     | 1 x argent         |
| Bob Leivers             | 22  | Boucher               | 2 x or, 1 x argent |
| Doris Storey            | 18  | Machiniste            | 2 x or             |
| Michael Henry Taylor    | 19  | Clerc de notaire      | 1 x or, 1 x bronze |
| Norman Wainwright       | 23  | Greffier              | 1 x or, 1 x bronze |

### Plongée
| Nom          | Âge | Profession      | Médaille           |
| ------------ | --- | --------------- | ------------------ |
| Jean Gilbert | 18  | Greffier        | aucune             |
| Doug Tomalin | 23  | Royal Air Force | 1 x or, 1 x argent |